# Jiří Maryt
Jiří Maryt (* 13. února 1964) je bývalý český politik, v 90. letech 20. století poslanec České národní rady a Poslanecké sněmovny za KSČM, pak za Levý blok.

## Biografie
Ve volbách v roce 1990 byl zvolen do České národní rady za KSČ (respektive za její českou část KSČM). Opětovně byl do ČNR zvolen ve volbách v roce 1992, nyní za koalici Levý blok, kterou tvořila KSČM a menší levicové skupiny (volební obvod Západočeský kraj). Zasedal v rozpočtovém výboru.
Od vzniku samostatné České republiky v lednu 1993 byla ČNR transformována na Poslaneckou sněmovnu Parlamentu České republiky. Během volebního období 1992-1996 přešel do strany Levý blok (skupina reformní levice, která po rozpadu koalice Levý blok přijala název této střechové platformy a v parlamentu působila nezávisle na KSČM).
V sněmovních volbách roku 1996 byl lídrem kandidátky Levého bloku v Západočeském kraji, ale nebyl zvolen. V prosinci 1996 byl na sjezdu Levého bloku zvolen místopředsedou této strany.
V živnostenském rejstříku je od 90. let evidován jako podnikatel, bytem Milavče. V roce 2009 se zmiňuje jako pracovník Komerčního centra České spořitelny v Plzni.